# 박시완
박시완(2010년 ~ )는 대한민국의 배우이다.

## 출연작

### 텔레비전 드라마
- 2017년 KBS 《흑기사》
- 2018년 WAVVE 《나는 길에서 연예인을 주웠다》
- 2018년 MBC 《붉은 달 푸른 해》
- 2019년 SBS 《의사요한》
- 2020년 MBC 《그 남자의 기억법》
- 2021년 넷플릭스 《오징어 게임》
- 2021년 TV조선 《엉클》 - 박세찬 역

### 영화
- 2019년 《이월》 - 성훈 역
- 2021년 《담보》 - 어린 두석 역
- 2021년 《아이들은 즐겁다》 - 재경 역
- 2021년 《비밀의 정원》 - 동호 역(단역)

## 광고
- 2016년 덴마크 인 포켓치즈 치즈투게더편
- 2016년 올레TV TV능력테스트 전용채널편
- 2018년 삼성전자 갤럭시 노트 8 겨울편